# عملية بونتياك
عملية بونتياك (بالعبرية: מבצע פונטיאק، مفيتسا بونتياك) كانت عملية عسكرية إسرائيلية مشتركة بين عناصر من سلاح المدفعية وأفراد من وحدة سيريت ماتكال للعمليات الخاصة. وقعت العملية في 11 أكتوبر 1973، اليوم الخامس من حرب أكتوبر. قصفت القوة الإسرائيلية مقر الجيش الثالث في السويس من فوق جبل عتاقة بعد إبرارها جواً ثم انسحبت.

## تمهيد
تقرر في مقر رئيس ضباط المدفعية إنشاء بطارية مدفعية مُدربة على تنفيذ العمليات المجوقلة والإبرار الجوي وذلك في مايو 1973. أُطلق على هذه البطارية اسم «النمر» وخدمت كبطارية رابعة للكتيبة 405 بقيادة النقيب يوناتان شامير وكانت مؤلفة من مقاتلين من لواء المظليين وطوبجية من سلاح المدفعية. سلحت البطارية بمدافع هاوتزر إم 102 عيار 105 ملم. أكملت البطارية تدريبها على العمليات المحمولة جواً في الأشهر التي سبقت اندلاع حرب أكتوبر، بما في ذلك تدريب شامل مع لواء المظليين، فضلاً عن التدريب على إنزال وتحميل المدافع من وإلى المروحيات.
قاتل جنود البطارية في الجولان عند اندلاع الحرب.تلقى شامير أمراً في 9 أكتوبر، بتجهيز قوة من البطارية لتنفيذ عملية على الجبهة المصرية. غادرت القوة بقيادة شامير من مطار محانييم إلى قاعدة تل نوف. اُختير أفراد من قوة البطارية لتنفيذ عملية خاصة بقيادة المقدم عاموس يارون، نائب قائد لواء المظليين سابقاً. تألفت القوة من 22 مقاتلاً بما في ذلك أفراد من وحدة استطلاع هيئة الأركان العامة الإسرائيلية «سيريت ماتكال» والذين كُلفوا بتأمين عناصر المدفعية أثناء القصف. كانت قوة المدفعية تحت قيادة الرائد شمعون روم وشامير.
كانت المهمة الموكلة للقوة هي تنفيذ غارة في العمق المصري، وذلك من أجل إرباك الخطوط الخلفية للقوات المصرية وإجبارها على تحويل انتباهها من جبهة القتال نحو أراضيها. تضمنت الخطوط العريضة للغارة إبرار جوي فوق جبل عتاقة ومن هناك تقصف المدفعية مقر قيادة الجيش الثالث وكذلك قصف تقاطع الاتصال الحيوي بالقرب من الكيلو 101 على محور القاهرة والسويس. نظرًا لأن الأمر الصادر لقائد تشكيل المروحيتين في العملية لم يتضمن معلومات استخباراتية أو بيانات الطقس، فقد قرر تخطيط مسار الرحلة بناءً على المعلومات الاستخبارية السابقة حول مواقع بطاريات الصواريخ والمواقع العسكرية التي جُمعت قبل اندلاع الحرب لتفاديها مع افتراضه في تخطيط المسار درجة الحرارة المقاسة في قاعدة رفيديم.

## العملية
أقلعت مروحيتان فئة «ياعسور» من سرب فرسان الليل من قاعدة رفيديم ليلة 11 أكتوبر، وكان على متنها قوة مؤلفة من 22 طوبجياً ومراقب مدفعية ومدفعين مقطورين جواً مع ذخيرتهما. حلقت المروحيتان غرباً باتجاه رأس سدر ثم عبرت البحر الأحمر وواصلت تحليقها غرباً باتجاه جبل عتاقة على ارتفاع منخفض دون تعرضهما لأي نيران أرضية مضادة للطائرات، وبعد هبوطهما على أحد التلال نزل قائد المدفعية ليُعاين سطح الأرض وتبين له أنه صخري وغير مناسب لنصب المدفعين، ورجع إلى مروحيته وقرر مع قائد التشكيل البحث عن نقطة إنزال بديلة رغم صعوبة الحاجة إلى تخطيط بيانات إطلاق نار جديدة للمدفعين.
انتقلت القوة إلى تل آخر حيث هبط قائد قوة المدفعية ووجد سطحه مناسباً لنصب المدفعين وأكد إنزال المدفعين من المروحيتين. نفذت القوة استطلاعاً بعد هبوطها وأطلقت 90 قذيفة على مقر الجيش الثالث ومفرق حيوي في منطقة الكيلو 101 على محور القاهرة - السويس، مما أدى إلى وقوع خسائر.
تقرر إنهاء العملية بعد 50 دقيقة، واستدعت القوة مروحيتين للإجلاء، لكن طيارا المروحيتين لم يتمكنا من تحديد موقع القوة على الجبل، نظراً الظروف الجوية والضباب. بعد ذلك، قرر قائد التشكيل، يوفال إفرات، تنفيذ مهمة الإجلاء بمروحية واحدة فقط (ياعسور رقم 139). تمكن إفرات، الذي أضاء أضواء هبوط المروحية لتسهيل توجيه القوة، من تحديد موقعها، على الرغم من الصعوبات المتعددة للملاحة وتحديد الموقع. هبط إفرات بالقرب من القوة وبدأت عملية تحميل المدفعين، والتي واجهت صعوبات متعددة بسبب ضرورة تحميلهما معاً في مروحية واحدة. أمكن في النهاية بعد جهود مضنية قام بها طاقم المروحية والطوبجية، من تحميل المدفعين والجنود وحملتهم المروحية إلى سيناء.

## النتيجة

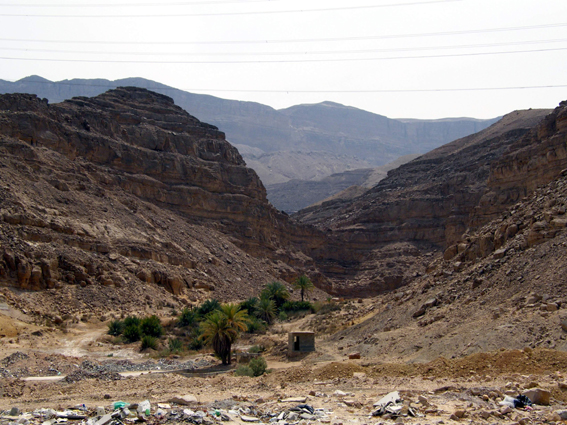
جبل عتاقة

تبين للاستطلاع الإسرائيلي في اليوم التالي أن القصف حقق ضربات ناجحة على الأهداف وأن العملية كانت ناجحة. ومع ذلك، لم يقدم الجانب الإسرائيلي بيانات حول طبيعة الخسائر التي سببتها الضربات أو نجاح تأثيرها على إرباك الخطوط المصرية الخلفية. في حين لا يُذكر الجانب المصري شيئاً حول عملية 11 أكتوبر وإن كانت هناك بعض المصادر التي تُشير إلى انتقال قيادة الجيش الثالث إلى مركز تبادلي بمنطقة الروبيكي على بعد 50 كم غرباً من موقعها السابق، بعدما أبلغت عناصر الاستطلاع المصرية فوق جبل عتاقة عن وجود قوة ملاحظة إسرائيلية فوق الجبل وفي اليوم التالي تعرض موقع القيادة السابق لقصف جوي إسرائيلي، إلا أن ذلك الحدث وقع بعد الثغرة لا قبلها.
اقتحمت الدبابات الإسرائيلية مركز القيادة المتقدم للجيش الثالث يوم 23 أكتوبر، وانتقل قائد الجيش الثالث، اللواء عبد المنعم واصل إلى مركز القيادة الرئيسي جنوب جبل عبيد.

## روابط خارجية
- Operation Pontiac (Yom Kippur War) by RomanOstrov (بالإنجليزية)
- מסע בנתיבות החיים – האלוף בדימוס עמוס ירון (5) – "מבצע פונטיאק" – פשיטה מוסקת לג'בל עתקה, ביוה"כ - يوتيوب (بالعبرية)